# Globe Life Field
Globe Life Field est un stade de baseball à Arlington, au Texas, aux États-Unis.
Inauguré en 2020, il s'agit d'un stade de 40 300 places. Le club résident est l'équipe des Rangers du Texas de la Ligue majeure de baseball.

## Construction
Le 20 mai 2016, les Rangers du Texas annoncent qu'ils vont quitter leur stade, le Globe Life Park in Arlington, pour s'établir dans une nouvelle enceinte à construire prochainement. Le club évoluait au Globe Life Park depuis 1994.
La construction du nouveau stade commence le 28 septembre 2017.
À son ouverture en 2020, le Globe Life Field fait partie de la minorité de stades de la Ligue majeure de baseball où l'on joue sur une pelouse artificielle.
Le stade est doté d'un toit rétractable. Les événements peuvent donc s'y tenir à ciel ouvert ou sous un toit fermé.
La compagnie d'assurance Globe Life détient les droits de nommage du stade jusqu'en 2048.

## Inauguration
L'inauguration est prévue pour le 23 mars 2020 mais est retardée par le pandémie de Covid-19. Le premier événement au Globe Life Field est une cérémonie de graduation pour des élèves d'une école secondaire le 29 mai 2020.
Avec quatre mois d'un retard causé par la pandémie, les Rangers du Texas jouent leurs premiers matchs au Globe Life Field les 21 et 22 juillet face aux Rockies du Colorado. Les Rangers sont vaincus 5-1 et 7-3. Dans le premier match, Kyle Gibson des Rangers effectue le premier lancer « non officiel » de l'histoire du stade; Elvis Andrus des Rangers obtient le premier coup sûr et Daniel Murphy des Rockies le premier coup de circuit. 
L'inauguration officielle du Globe Life Field a lieu le 24 juillet 2020, alors que les Rangers reçoivent à nouveau les Rockies du Colorado et triomphent de leurs adversaires, 1-0. À cause de la pandémie, il n'y a aucun spectateur dans les estrades. Lanceur partant des Rangers, Lance Lynn effectue le premier lancer officiel dans le nouveau stade, une prise au frappeur David Dahl des Rockies. Le premier coup sûr dans un match régulier du baseball majeur au Globe Life Field est réussi par Dahl, à la 3e manche. C'est en 6e manche que vient le premier coup sûr des Rangers dans leur nouveau stade, un double de Danny Santana aux dépens de Germán Márquez.
Joey Gallo des Rangers réussit le premier coup de circuit au Globe Life Field, le 26 juillet 2020 aux dépens du lanceur Kyle Freeland des Rockies.

## Événements notables
Le Globe Life Field est choisi comme l'un des quatre stades où sont disputés des matchs des séries éliminatoires de la Ligue majeure de baseball en septembre et octobre 2020, une mesure d'exception provoquée par la pandémie. À compter du 20 octobre 2020, la Série mondiale de baseball y sera jouée. Il s'agit de la première finale du baseball majeur jouée dans un stade lorsque le club résident n'y participe pas, et la première depuis 1944 à être jouée en un seul endroit.